# Bezirk Żółkiew

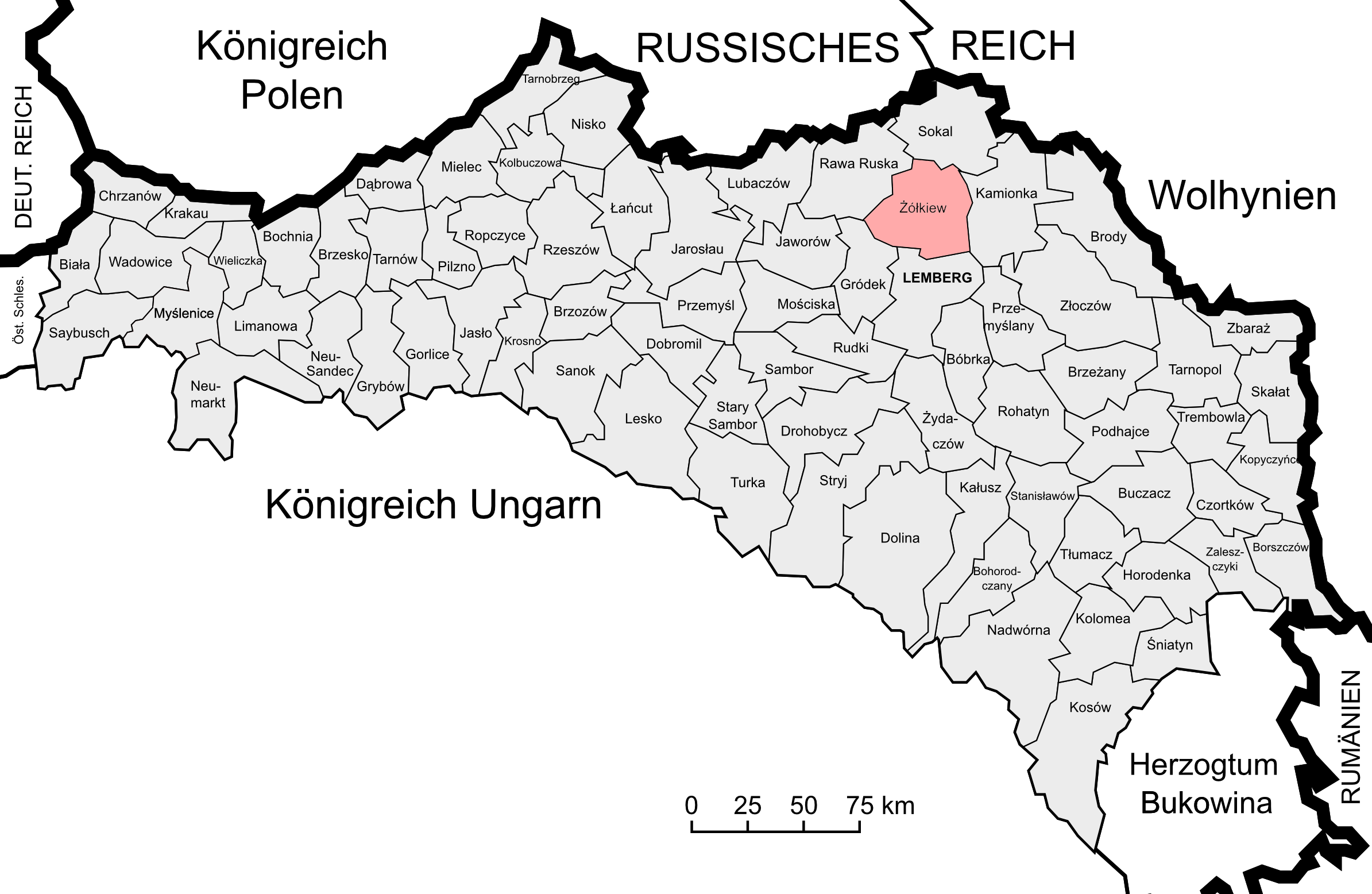
Lage des Bezirks Żółkiew im Kronland Galizien und Lodomerien

Der Bezirk Żółkiew war ein politischer Bezirk im Kronland Galizien und Lodomerien von Österreich-Ungarn. Sein Gebiet umfasste Teile Ostgaliziens in der heutigen Westukraine (Oblast Lwiw, Rajon Schowkwa sowie Teile des Rajons Kamjanka-Buska und des Rajons Sokal). Sitz der Bezirkshauptmannschaft war die Stadt Żółkiew. Nach dem Ersten Weltkrieg musste Österreich den gesamten Bezirk an Polen abtreten.
Er grenzte im Norden an den Bezirk Sokal, im Osten an den Bezirk Kamionka Strumiłowa, im Süden an den Bezirk Lemberg, im Südwesten an den Bezirk Gródek Jagielloński sowie im Nordwesten an den Bezirk Rawa Ruska.

## Geschichte
Ein Vorläufer des späteren Bezirks (Verwaltungs- und Justizbehörde zugleich) wurde zum Ende des Jahres 1850 geschaffen, die Bezirkshauptmannschaft Żółkiew war dem Regierungsgebiet Lemberg unterstellt und umfasste folgende Gerichtsbezirke:
- Gerichtsbezirk Żółkiew
- Gerichtsbezirk Mosty-Wielkie
- Gerichtsbezirk Kamionka Strumiłowa

Nach der Kundmachung im Jahre 1854 kam es am 29. September 1855 zur Einrichtung des Bezirksamtes Żółkiew (weiterhin für Verwaltung und Gerichtsbarkeit zuständig) innerhalb des Kreises Żółkiew.
Nachdem die Kreisämter Ende Oktober 1865 abgeschafft wurden und deren Kompetenzen auf die Bezirksämter übergingen, schuf man nach dem Österreichisch-Ungarischen Ausgleich 1867 auch die Einteilung des Landes in zwei Verwaltungsgebiete ab. Zudem kam es im Zuge der Trennung der politischen von der judikativen Verwaltung zur Schaffung von getrennten Verwaltungs- und Justizbehörden. Während die gerichtliche Einteilung weitgehend unberührt blieb, fasste man Gemeinden mehrerer Gerichtsbezirke zu Verwaltungsbezirken zusammen.
Der neue politische Bezirk Żółkiew wurde aus folgenden Bezirken gebildet:
- Bezirk Żółkiew (mit 25 Gemeinden)
- Bezirk Kulików (mit 27 Gemeinden)
- Bezirk Mosty Wielkie (mit 18 Gemeinden)

Der Bezirk Żółkiew bestand bei der Volkszählung 1910 aus 83 Gemeinden sowie 47 Gutsgebieten und umfasste eine Fläche von 1203 km². Hatte die Bevölkerung 1900 noch 90.227 Menschen umfasst, so lebten hier 1910 99.654 Menschen. Auf dem Gebiet lebten dabei mehrheitlich Ruthenen (72 %) griechisch-katholischen Glaubens, Juden machten rund 10 % der Bevölkerung aus.

## Ortschaften
Auf dem Gebiet des Bezirks bestanden 1910 Bezirksgerichte in Kulików, Mosty Wielkie und Żółkiew, diesen waren folgende Orte zugeordnet:
Gerichtsbezirk Kulików:
- Artasów
- Czestynie bestehend aus den Ortsteilen Czestynie und Nowy Staw
- Doroszów Mały
- Doroszów Wielki
- Dzibułki
- Hrebeńce
- Kłodno Wielkie
- Kłodzienko
- Koszelów
- Krasiczyn
- Markt Kulików
- Mohylany bestehend aus den Ortsteilen Mohylany und Wierzblany
- Nadycze
- Nahorce
- Nowe Sioło
- Pieczychwosty
- Przedrzymichy Małe
- Przedrzymichy Wielkie
- Przemiwółki
- Sulimów
- Theodorshof
- Udnów
- Wola Żółtaniecka
- Żełdec
- Żółtańce
- Zwertów

Gerichtsbezirk Mosty Wielkie:
- Batiatycze bestehend aus den Ortsteilen Batíatycze I, Batiatycze II, Batiatycze III, und Batiatycze IV
- Bojaniec
- Borowe
- Butyny
- Dalnicz
- Derewnia
- Dworce
- Konstantówka
- Kulawa
- Kupiczwola bestehend aus den Ortsteilen Kupiczwola und Rudolfshof
- Lubella
- Markt Mosty Wielkie
- Przystań
- Rekliniec
- Różanka bestehend aus den Ortsteilen Ignacówka und Rózanka
- Stanisławóka
- Strzemień
- Wolica
- Zubówmosty

Gerichtsbezirk Żółkiew:
- Biesiady
- Błyszczywody bestehend aus den Ortsteilen Błyszczywody und Ehrenfeld
- Brzyszcze bestehend aus den Ortsteilen Brzyszcze und Szabelnia
- Dobrosin
- Fujna
- Glińsko
- Hucisko bestehend aus den Ortsteilen Horbowica und Hucisko
- Krechów bestehend aus den Ortsteilen Krechów und Monaster
- Kunin
- Lipina
- Macoszyn
- Majdan
- Mierzwica
- Mokrotyn
- Mokrotyn Kolonia
- Piły
- Polany
- Prowała
- Ruda Krechowska
- Skwarzawa Nowa
- Skwarzawa Stara
- Smereków
- Soposzyn
- Turynka
- Wiązowa
- Wiesenberg
- Wola Wysocka
- Wulka Kunińska
- Zameczek
- Stadt Żółkiew